# Pierrot (film d'animation, 1965)
Pour plus de détails, voir Fiche technique et Distribution.
Pierrot est un  court métrage d'animation français réalisé par  Jacques Leroux en 1965,.

## Fiche technique
- Réalisateur :  Jacques Leroux
- Animation et dessins: Jacques Leroux
- Montage Image Jean-Pierre Rousseau
- Musique : Diego Masson
- Société de Production : Cinémation
- Pays d'origine :  France